# 陕西四川行中书省
陕西四川行中书省是元朝政府建立的行中书省，是为中国最早建立的省，于1262年成立，治所西安。原先包括现在的陕西、甘肃、宁夏、青海、四川5省区及内蒙古自治区河套地区等地区，至元十八年（即公元1281年）分设甘肃等处行中书省；至元二十三年（即1286年）分为陕西等处行中书省和四川等处行中书省。